# Contaminación marina

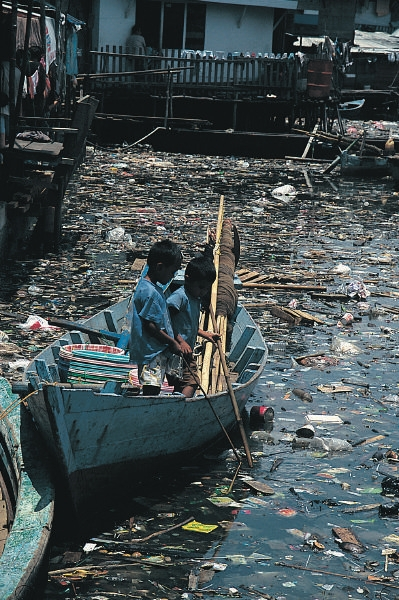
Aunque la contaminación marina puede ser obvia, como los desechos marinos que se puede ver en la bahía de Minamata en Japón de 2005, a menudo son los contaminantes que no se pueden ver los que causan más daño.

La contaminación marina o contaminación del mar es la contaminación que afecta a los mares y océanos, desde la zona de rompientes hasta el mar abierto. Incluye lo que se produce en las costas, en los puertos, en las plataformas pesqueras, en la industria, en la navegación y en las zonas marítimas. Tiene un carácter global y requiere convenios internacionales, como MARPOL, y esfuerzos internacionales dirigidos a reducirla y asegurar un desarrollo sostenible del medio marino.
En la década de 1950 la mayoría de los gobiernos del mundo creían que los océanos tenían la capacidad de hacer desaparecer los desechos plásticos, microplásticos y nucleares, los cuales en las últimas décadas han llegado a playas e islas. Una de las islas más afectadas ha sido la conocida isla de Pascua, ya que, se encuentra a la altura del ecuador y muy cerca de una de las mayores islas de plásticos del mundo; en los últimos años han llegado cientos de toneladas de microplásticos.
La contaminación marina se produce cuando existen efectos dañinos o introducción de sustancias dañinas que resultan de la llegada al océano de productos químicos, partículas, desechos industriales, agrícolas y residenciales, ruido excesivo o la propagación de organismos invasores. El 80 % de la contaminación marina proviene de la tierra. La contaminación por el aire es también un factor contribuyente al trasladar partículas de pesticidas u otros contaminantes al océano. La contaminación de la tierra y el aire ha demostrado ser perjudicial para la vida marina y sus hábitats.
La contaminación a menudo proviene de fuentes no puntuales como la escorrentía agrícola, el polvo o partículas finas en la atmósfera y desechos arrastrados por el viento. La contaminación por nutrientes es una forma de contaminación del agua que resulta en aportes excesivos de nutrientes. Es una causa primaria de eutrofización de las aguas superficiales en la que el exceso de nutrientes, generalmente nitratos y fosfatos, estimula el crecimiento desmesurado de algas. Muchos productos químicos potencialmente tóxicos se adhieren a pequeñas partículas que luego son absorbidas por plancton y animales bénticos, la mayoría de los cuales son detritívoros o filtradores. De esta manera las toxinas se concentran hacia arriba dentro de las cadenas alimentarias marinas. Muchas partículas se combinan químicamente de una manera altamente depletiva de oxígeno, debido a lo cual los estuarios pueden convertirse en aguas anóxicas.
Cuando los plaguicidas se incorporan al ecosistema marino, son rápidamente absorbidos en la red alimentaria marina. Una vez en las redes alimentarias, los plaguicidas pueden causar mutaciones y enfermedades que pueden ser dañinas para los seres humanos y para toda la cadena trófica. Los metales tóxicos, especialmente los metales pesados, también pueden penetrar en las redes alimentarias marinas y causar cambios en los tejidos, la bioquímica, el comportamiento, la reproducción y restringir o suprimir el crecimiento de la vida marina. Además muchos alimentos para ganado tienen un alto contenido de harina de pescado o hidrolizado de pescado. De esta forma las toxinas marinas pueden transferirse a los animales terrestres y aparecer en los productos lácteos y la carne consumidos por los humanos.

## Historia

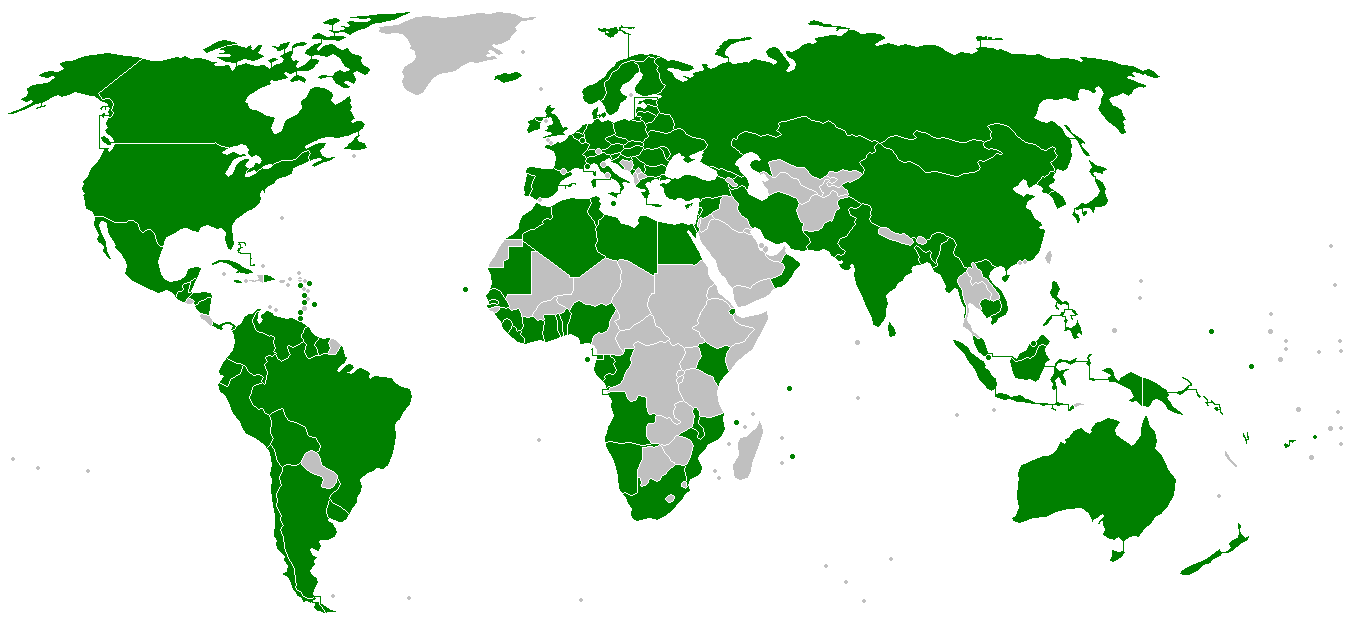
Países que son parte del Convenio MARPOL 73/78 sobre contaminación marina.

Aunque la contaminación marina tiene una larga historia, las primeras leyes internacionales para contrarrestarla solo se promulgaron a partir de mediados del siglo XX. Durante mucho tiempo la mayoría de los científicos creían que los mares y los océanos eran tan grandes que tenían una capacidad ilimitada para diluir la contaminación y, con ello, neutralizar sus efectos dañinos. Sin embargo, a comienzos de la década de 1950 la contaminación marina se había convertido en una fuente de preocupación que también se manifestó en varias convenciones de las Naciones Unidas sobre el Derecho del Mar.
A finales de la década de 1950 y principios de la de 1960 surgieron las primeras controversias sobre el vertido de desechos radiactivos en las aguas costeras de los Estados Unidos por compañías autorizadas por la Comisión de Energía Atómica de los Estados Unidos, en el mar de Irlanda por la instalación de una planta de reprocesamiento británica de Windscale, y en el mar Mediterráneo por el Commissariat à l'Energie Atomique francés.
Después de la controversia en el mar Mediterráneo, Jacques Cousteau, entre otros, se convirtió en una destacada figura internacional en la campaña para detener la contaminación marina. La contaminación marina llegó más a los titulares internacionales tras el naufragio del petrolero Torrey Canyon en 1967 y el derrame de petróleo de Santa Bárbara de 1969 en una plataforma petrolífera frente a la costa de California.
La contaminación marina se convirtió en un tema de discusión importante durante la Conferencia de las Naciones Unidas sobre el Medio Humano de 1972, celebrada en Estocolmo. En ese año se firmó la Convención sobre la prevención de la contaminación del mar por vertido de desechos y otras materias, también conocida como Convenio de Londres. Aunque este convenio no prohibió la contaminación marina, estableció listas negras y grises de las sustancias prohibidas (negras) o reguladas por las autoridades nacionales (grises). Sin embargo, el Convenio de Londres se aplicó únicamente a los desechos vertidos desde los buques y, por lo tanto, no impidió ni reguló la contaminación por los desechos líquidos vertidos sin control por medio de conductos costeros o a través de los ríos.

## Vías de contaminación

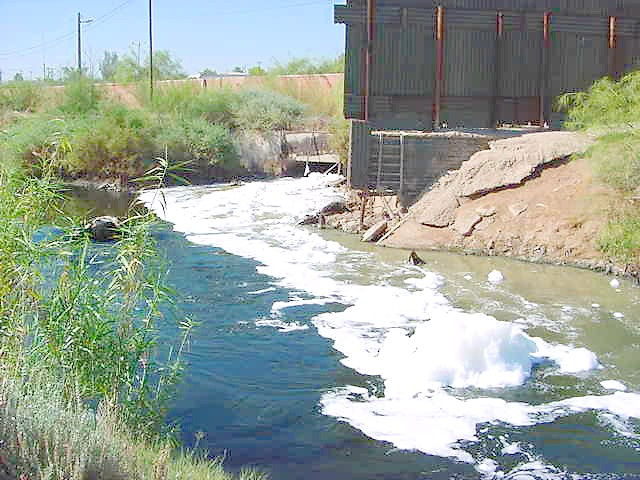
Río Nuevo se convirtió en un río séptico.

Las tres principales vías de contaminación de los ecosistemas marinos son la descarga directa de desechos en los mares y océanos, la escorrentía debida a la lluvia y la descarga de los contaminantes de la atmósfera.

### Descarga directa

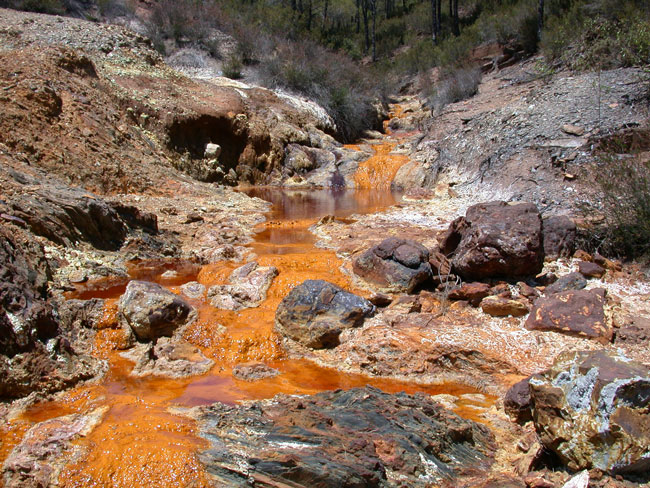
Drenaje ácido de la mina en el río Tinto.

Los contaminantes ingresan a los ríos y directamente al mar mediante las descargas urbanas desde el alcantarillado y los conductos de fábricas y factorías para sus desechos industriales, a veces en la forma de desechos peligrosos o tóxicos.
Otra fuente de contaminación marina es la minería tierra adentro, incluyendo la minería de cobre, oro, etc. La mayor parte de la contaminación se compone de tierra que termina en los ríos y que fluye hacia el mar. Sin embargo, algunos minerales descargados en el curso de la extracción minera pueden causar problemas aún más serios, como el cobre, un contaminante industrial común, que puede interferir con el ciclo de vida y el desarrollo de los pólipos de los corales marinos. La minería tiene un pobre historial medioambiental. En los Estados Unidos por ejemplo, la minería ha contaminado partes de las cabeceras fluviales de más del 40 % de las cuencas hidrográficas en el oeste continental del país, según datos de la Agencia de Protección Ambiental de los Estados Unidos. Gran parte de esta contaminación sigue el curso de los ríos y termina en el mar.
La basura y los residuos por parte de quienes visitan las playas sin observar las normas de limpieza produce acumulación de plásticos, microplásticos, botellas, latas, colillas de cigarro, tapones y tapas.

### Escorrentía
La escorrentía de tierras agrícolas, así como la de zonas urbanas, incluyendo la construcción de carreteras, edificios, canales y puertos, lleva tierra y partículas cargadas de carbono, nitrógeno, fósforo y minerales. Esta agua rica en nutrientes puede causar la proliferación de algas y fitoplancton en las zonas costeras y producir condiciones de hipoxia por consumir el oxígeno disuelto en el agua. En las aguas costeras del sudoeste de Florida por ejemplo, la proliferación de algas dañinas existe desde hace más de cien años, y ha causado la muerte de peces, tortugas, delfines y camarones; incluso puede tener efectos nocivos en los seres humanos al nadar en estas aguas.
La escorrentía contaminada proveniente de carreteras y caminos puede ser otra fuente importante de contaminación del agua en las zonas costeras. En la costa oeste de los Estados Unidos por ejemplo, aproximadamente el 75 % de los químicos tóxicos que fluyen hacia el estrecho de Puget son acarreados por el agua de lluvia que corre por las carreteras pavimentadas, entradas de vehículos, techos, patios y otros terrenos urbanos. En California las aguas de escorrentía producidas por las tormentas que ocurren de octubre a marzo y que terminan en el océano Pacífico, contienen petróleo, metales pesados, contaminantes de emisiones, etc.
En China, la zona costera es la más poblada y la escorrentía proveniente de esta zona contribuye en una parte importante a la contaminación del océano que también se ve afectado por la descarga de aguas residuales. En 2001 más de 66.795 mi² de las aguas oceánicas costeras chinas obtuvieron una calificación inferior a la Clase I del Estándar de Calidad del Agua del Mar de China. Gran parte de la contaminación producida por la escorrentía incluía metales tóxicos, cómo Ag, Cu, Cd, Pb, As, así como DDT, PCB, etc.

### Contaminación procedente de buques

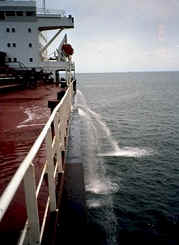
Buque de carga, bombeando agua de lastre en el mar.

Los buques pueden contaminar los cursos de agua y los océanos de varias maneras. Los derrames de petróleo pueden tener efectos devastadores. Los hidrocarburos aromáticos policíclicos (PAH) que se encuentran en el petróleo crudo son tóxicos para la vida marina, muy difíciles de limpiar y permanecen durante años en el sedimento y el medio ambiente marino.
En 2019 nuevos estudios científicos indicaron que los barcos de carga chinos podrían ser uno de los mayores contribuyentes de basura oceánica. Un portavoz de Ocean Cleanup declaró que «todo el mundo habla de salvar los océanos al dejar de usar bolsas de plástico, pajitas y envases monouso. Eso es importante, pero cuando salimos al océano, eso no es necesariamente lo que encontramos».
Los derrames de crudo o petróleo son probablemente los acontecimientos de contaminación marina más conocidos. Sin embargo, aunque el naufragio de un buque petrolero suele resultar en una amplia cobertura en los medios de prensa y comunicación, gran parte del petróleo vertido en los mares del mundo proviene de fuentes menos conspicuas, incluida la descarga de agua de lastre, mezclada con restos de crudo, utilizada en los tanques de los petroleros durante los viajes de retorno, las fugas en oleoductos y otras tuberías, y el aceite de motor vertido en las alcantarillas.
La descarga de residuos de carga de graneleros puede contaminar los puertos, las vías fluviales y los océanos. En muchos casos, los buques siguen con la descarga de desechos si la legislación que lo prohíbe no está acompañada de medidas que permitan controlar su cumplimiento. La ausencia de normas nacionales sobre la descarga de residuos incluso puede convertirse en un incentivo para cruceros de descargar desechos en lugares donde las sanciones son inadecuadas. Se ha estimado que los buques portacontenedores pierden más de 10 000 contenedores en el mar cada año, generalmente durante tormentas. Los barcos también generan contaminación acústica que puede perturbar la vida silvestre natural; la descarga de aguas de lastre puede diseminar algas dañinas y otras especies invasoras.

### Contaminación procedente de la atmósfera

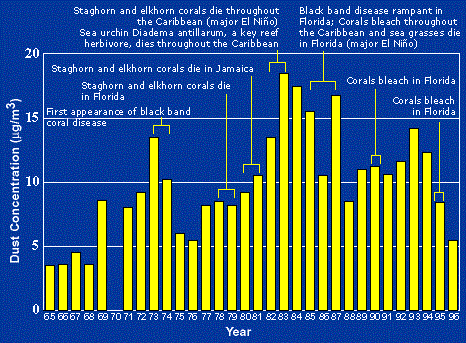
Representación gráfica que relaciona el polvo atmosférico con la mortalidad coralina en el mar Caribe y Florida.

La contaminación marina se produce también a través de la atmósfera. El viento arrastra polvo y escombros, incluyendo bolsas de plástico, hacia el mar desde vertederos y otras zonas terrestres. Polvo proveniente del Sahara se traslada alrededor de la periferia sur de la cresta subtropical hacia el Caribe y Florida durante la temporada cálida cuando la cresta se fortalece, moviéndose hacia el norte a través del Atlántico subtropical. Otro movimiento global de polvo ocurre desde los desiertos Gobi y Taklamakan, por Corea, Japón y el norte del Pacífico a las islas hawaianas. El aumento de los períodos de sequía en África a partir de la década de 1970 también ha empeorado el traslado de polvo. Aunque existe una gran variabilidad en el traslado anual de polvo hacia el Caribe, el flujo suele ser mayor durante las fases positivas de la oscilación del Atlántico Norte. El USGS vincula los episodios de descarga de polvo a una disminución en la salud de los arrecifes de coral en todo el Caribe y Florida, principalmente desde la década de 1970.
El calentamiento global conlleva un aumento de la temperatura oceánica y un incremento de los niveles de dióxido de carbono en la atmósfera. Estos niveles crecientes de dióxido de carbono causan la acidificación de los océanos. Esto, a su vez, está alterando los ecosistemas acuáticos y conduce a cambios en las distribuciones de peces, y tiene un impacto significativo en la sostenibilidad de la pesca y en la vida de las comunidades humanas que dependen de ella. Los ecosistemas oceánicos saludables también son importantes para la mitigación de los efectos actuales y futuros del cambio climático.

### Minería marina
La minería marina es un método de extracción de mineral del lecho marino relativamente nuevo. Los sitios de minería oceánica generalmente se encuentran alrededor de grandes áreas de nódulos polimetálicos o de fuentes hidrotermales activos y extintos a una profundidad de aproximadamente 1400-3700 metros debajo de la superficie del mar. Estas fuentes hidrotermales producen depósitos de sulfuro, que contienen metales preciosos como plata, oro, cobre, manganeso, cobalto y zinc. Los depósitos se extraen mediante bombas hidráulicas o sistemas de cuchara que llevan el mineral a la superficie para su procesamiento. Al igual que otras operaciones mineras, la minería en aguas profundas plantea preguntas sobre el riesgo de daños ambientales a las áreas circundantes.
Como la minería de aguas profundas es un campo relativamente nuevo, aún no se conocen todas las consecuencias de las operaciones de minería a gran escala. Sin embargo, los expertos señalan que la eliminación de partes del lecho marino provocará disturbios en la capa béntica, un aumento de la toxicidad de la columna de agua y las columnas de sedimentos de los relaves, y dependiendo del tipo de extracción y su ubicación, estas perturbaciones del hábitat de los organismos bentónicos podrían ser permanentes. Además del impacto directo de la minería en el área, las fugas, los derrames y la corrosión alterarían la composición química de la zona minera.
Se cree que las columnas o plumas de sedimento podrían constituir el mayor impacto ambiental de la minería de aguas profundas. Las columnas de sedimento se producen cuando los relaves de la minería (generalmente partículas finas) se vuelcan al océano, creando una nube de partículas suspendidas en el agua. Se distinguen dos tipos de columnas de sedimento: las que ocurren cerca del lecho marino y las que se producen en la superficie. Las columnas de sedimento cerca del fondo marino se producen cuando los relaves se bombean de vuelta en la zona minera. Las partículas suspendidas aumentan la turbidez del agua, obstruyendo el aparato de alimentación por filtración utilizado por los organismos bentónicos. Las columnas o plumas superficiales causan un problema más serio. Dependiendo del tamaño de las partículas y las corrientes de agua, podrían extenderse sobre vastas áreas. Las columnas de sedimento pueden afectar al zooplancton y a la penetración de la luz, lo que a su vez afecta a la red alimentaria de la zona.

## Tipos de contaminación

### Acidificación

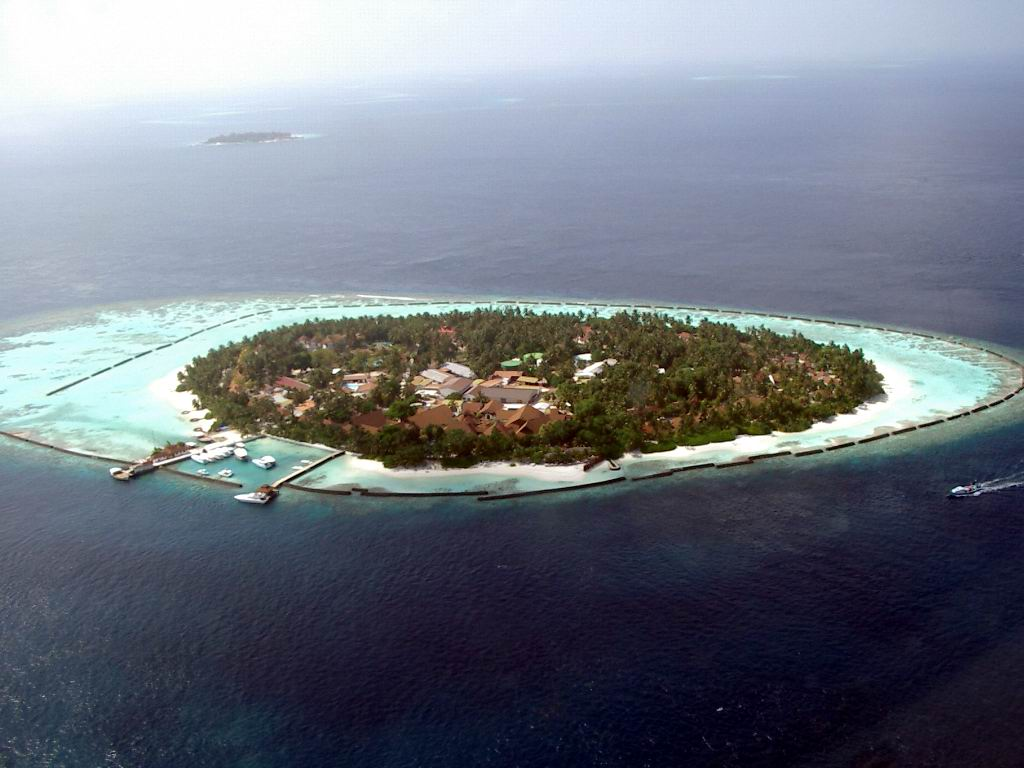
Isla con arrecife bordeante en las Maldivas. Los arrecife de coral están muriendo a nivel global.

Los océanos son el principal sumidero natural de carbono y absorben una parte importante del dióxido de carbono en la atmósfera. Como los niveles de dióxido de carbono atmosférico están aumentando, los océanos están volviéndose más ácidos. Aunque aún no se conocen todas las consecuencias de la acidificación de los océanos, existe la preocupación de que afecte a todas las estructuras hechas de carbonato de calcio susceptibles a la disolución, como los corales y los moluscos bivalvos.
Los océanos y los ecosistemas costeros desempeñan un papel importante en el ciclo global del carbono y han almacenado aproximadamente el 25 % del dióxido de carbono emitido por las actividades humanas entre 2000 y 2007 y aproximadamente la mitad del CO2 antropogénico emitido desde el comienzo de la revolución industrial. El aumento de las temperaturas oceánicas y la acidificación de los océanos reduce la capacidad de absorción de carbono de los océanos y su función como sumidero se debilitará gradualmente, dando lugar a preocupaciones globales expresadas en las declaraciones de Mónaco y Manado.
Según un informe de los científicos de la NOAA publicado en la revista Science en mayo de 2008, un gran volumen de agua relativamente acidificada del océano Pacífico estaba aflorando dentro de cuatro millas de la plataforma continental de América del Norte. Esta zona es un área crítica donde vive o nace la mayor parte de la vida marina local. Si bien el documento se limitaba a la zona desde Vancouver hasta el norte de California, otras áreas de la plataforma continental pueden estar experimentando efectos similares.
Una cuestión relacionada es la de los depósitos de hidrato de metano que se encuentran debajo de los sedimentos en los fondos oceánicos. Estos almacenan grandes cantidades de metano, un gas de efecto invernadero; sin embargo, existe la posibilidad de que el calentamiento oceánico libere el metano contenido en estos depósitos. En 2004 se estimó que el inventario mundial de hidrato de metano oceánico ocupaba entre uno y cinco millones de kilómetros cúbicos. Si todos estos hidratos de metano se distribuyeran uniformemente en el fondo de los océanos, alcanzarían un espesor de entre tres y catorce metros. Esta estimación corresponde a 500-2500 gigatoneladas de carbono (Gt C), y puede compararse con las 5000 Gt C estimadas para todas las demás reservas de combustibles fósiles.

### Eutrofización

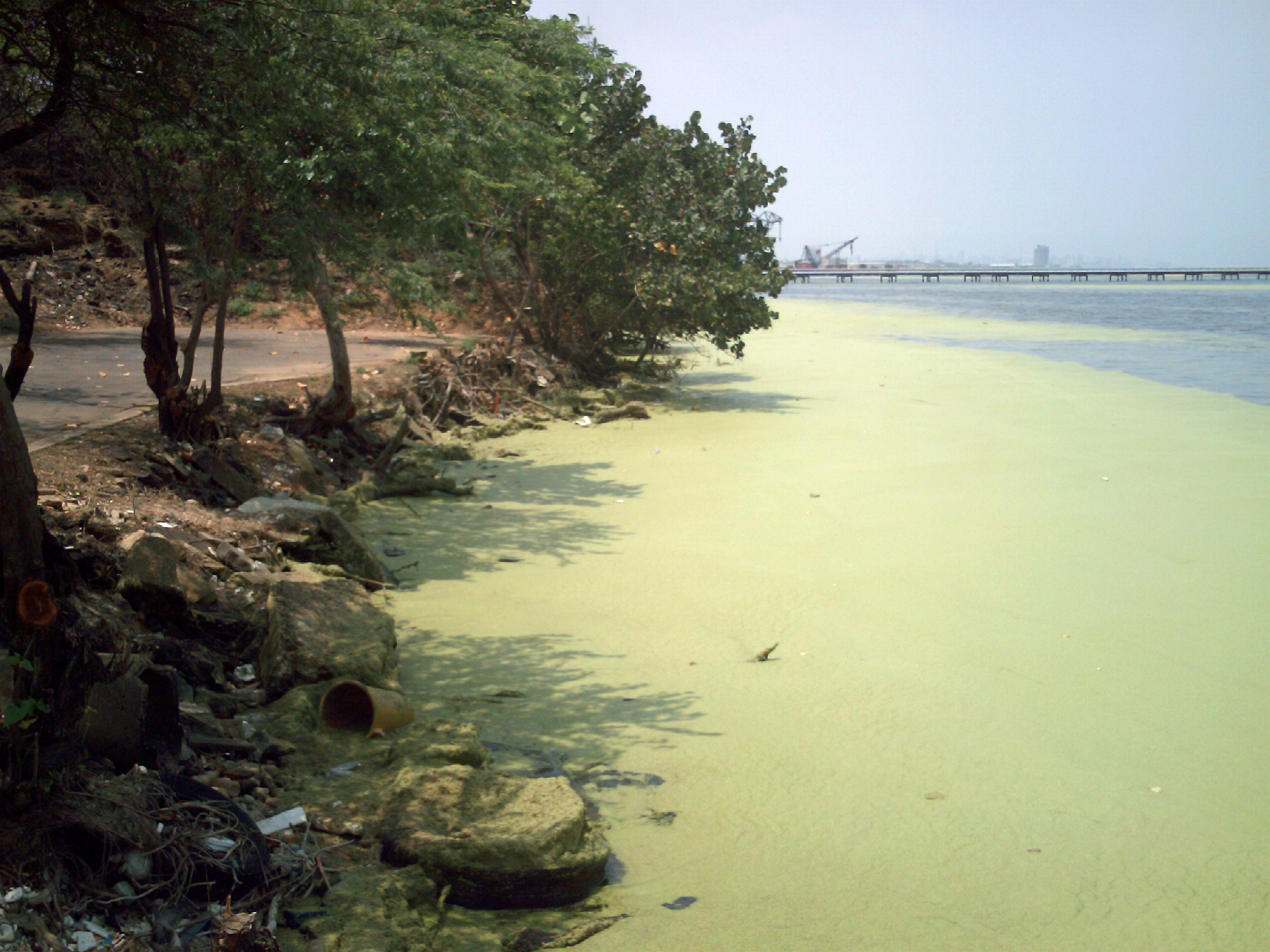
Contaminación en el lago de Maracaibo.

Efecto de la eutrofización en la vida marina bentónica.

La eutrofización consiste en un aumento de los nutrientes químicos, típicamente compuestos que contienen nitrógeno o fósforo, en un ecosistema. Puede resultar en un aumento en la productividad primaria del ecosistema (crecimiento excesivo de plantas y su rápida descomposición) y otros efectos, incluidas la falta de oxígeno y las graves reducciones en la calidad del agua, que afectan a los peces y otras poblaciones de animales y plantas acuáticas.
Los ríos forman la mayor fuente de eutrofización ya que al desembocar en los mares y océanos acarrean muchos productos químicos utilizados como fertilizantes en la agricultura, así como desechos orgánicos del ganado y de los seres humanos. El exceso de sustancias químicas que agotan el oxígeno en el agua puede provocar hipoxia y culminar en áreas muertas.
Los estuarios tienden a ser eutróficos porque los nutrientes provenientes de la tierra suelen concentrarse donde la escorrentía ingresa al medio marino en un canal confinado. El World Resources Institute ha identificado 375 zonas costeras hipóxicas en el mundo, que se concentran en Europa occidental, el este y sur de Estados Unidos y el este de Asia, especialmente en Japón. En el golfo de México y otras zonas eutróficas ocurren regularmente las llamadas mareas rojas que causan la muerte de los peces y los mamíferos marinos, y que pueden causar problemas respiratorios en los seres humanos y los animales domésticos cuando la proliferación de algas se produce cerca de la orilla del mar.[cita requerida]
Otra fuente de eutrofización en los océanos es la fijación de nitrógeno antropogénico proveniente de la atmósfera. Un estudio realizado en 2008 demostró que esto podría representar alrededor de un tercio del suministro de nitrógeno externo (no reciclado) del océano, y hasta el tres por ciento de la nueva producción biológica marina anual. Se ha sugerido que la acumulación de nitrógeno reactivo en el medio ambiente puede tener consecuencias tan graves como la emisión de dióxido de carbono en la atmósfera.
Una de las soluciones propuestas contra la eutrofización en los estuarios es la restauración de las poblaciones de moluscos bivalvos, como las ostras. Los arrecifes de ostras eliminan el nitrógeno de la columna de agua y filtran los sólidos en suspensión, lo que reduce la probabilidad o el alcance de las proliferaciones de algas nocivas o de las condiciones anóxicas. Se considera que la alimentación por filtración de las ostras y otros bivalvos beneficia la calidad del agua puesto que contribuye en controlar la densidad del fitoplancton y almacenar los nutrientes, que pueden eliminarse del sistema a través de la recolección de los moluscos bivalvos, o al enterrarse en los sedimentos o perderse por desnitrificación. El trabajo fundacional hacia la idea de mejorar la calidad del agua marina a través del cultivo de moluscos bivalvos fue realizado por Odd Lindahl et al. en Suecia, utilizando mejillones.

### Desechos plásticos

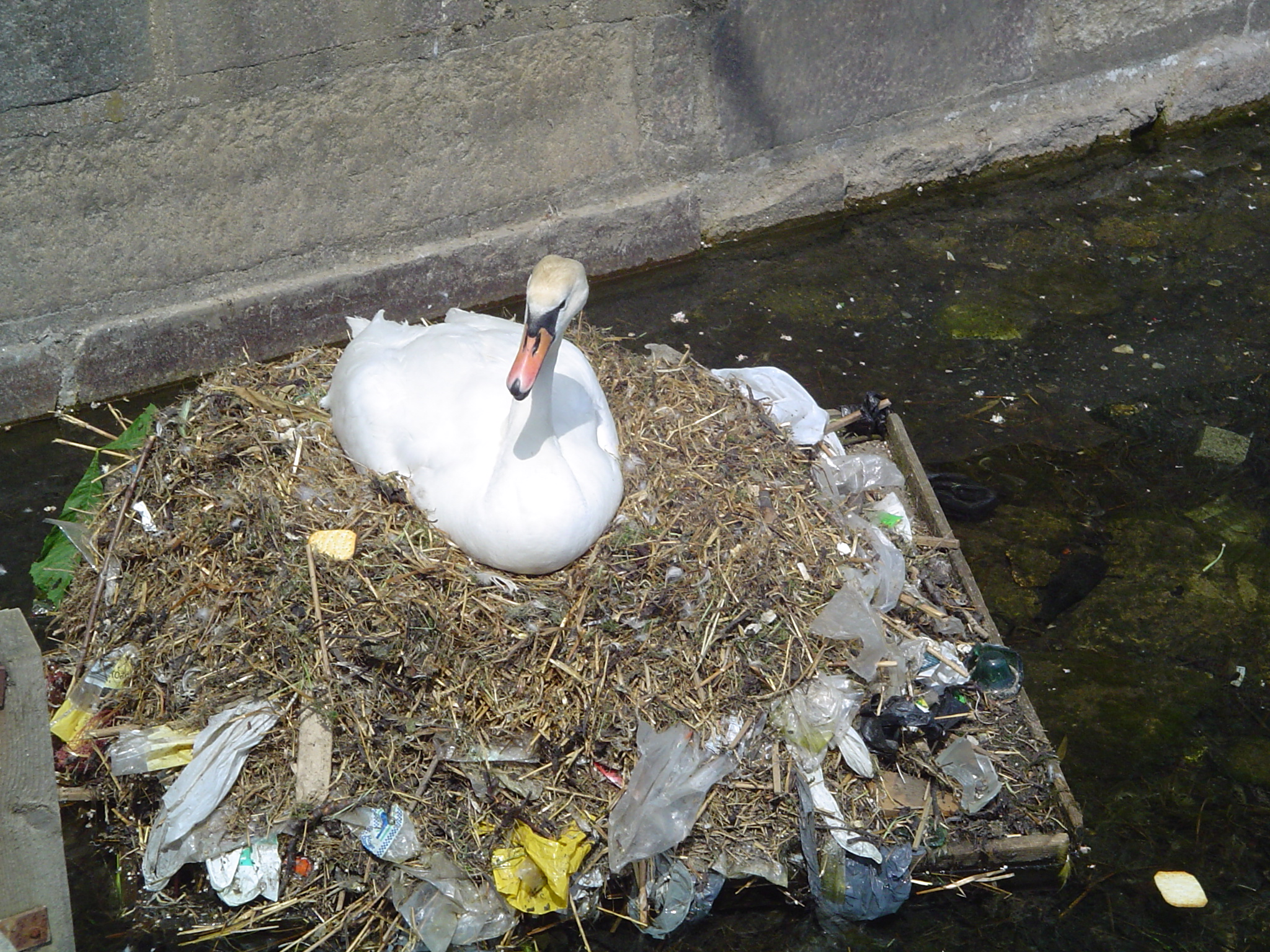
Cisne blanco en su nido construido de una mezcla de desechos plásticos y material orgánico.

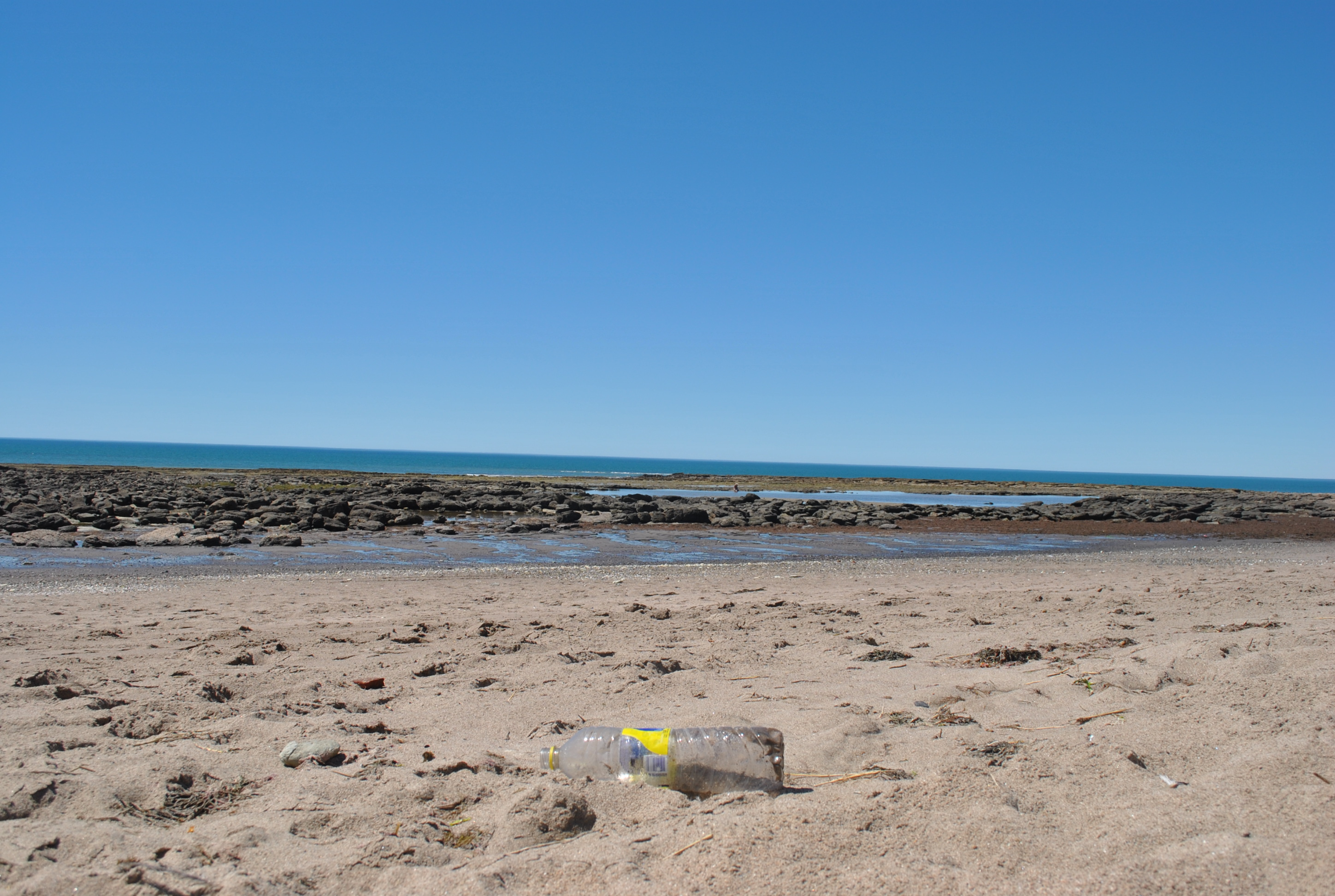
Playa Balneario Las Grutas - Patagonia Argentina

Los desechos marinos se componen principalmente de desechos tirados o abandonados por los seres humanos que terminan flotando en el océano. El ochenta y cinco por ciento de los desechos marinos se componen de material plástico, un componente que ha ido acumulándose rápidamente desde finales del siglo XX. Se estima que la masa de plástico acumulado en los océanos puede haber alcanzado  100 000 000 de toneladas (98 000 000 de toneladas largas; 110 000 000 de toneladas cortas) por el año 2008. Se estima que los residuos plásticos que entran en los océanos cada año alcanzan los 11 millones de toneladas métricas.
China, Indonesia, las Filipinas, Tailandia, y Vietnam descargan más residuos plásticos al mar que todos los demás países del mundo juntos. Los Ríos Yangtze (China), Indo (Pakistán), Amarillo (China), Hai (China), Nilo (Egipto), Ganges (India), de las Perlas (China), Amur (Sino-ruso), Níger (Nigeria), y Mekong (Vietnam) descargan el 95 % de los plásticos que invaden los océanos.
Las bolsas de plástico desechadas, los anillos six-pack y otros desechos plásticos que terminan en el océano constituyen un peligro para la vida silvestre y la pesquería. Las amenazas para la vida acuática son el enredo, la asfixia y la ingestión de plásticos. Las redes de pesca, usualmente hechas de plástico desde mediados del siglo XX, pueden ser abandonadas o perdidas en el océano por los pescadores. Conocidas como redes fantasma, enredan peces, delfines, tortugas marinas, tiburones, dugongos, cocodrilos, aves marinas, cangrejos y otros animales marinos, restringiendo su movimiento, causando inanición, laceración, infección, y también la sofocación en aquellos que necesitan subir a la superficie para respirar.

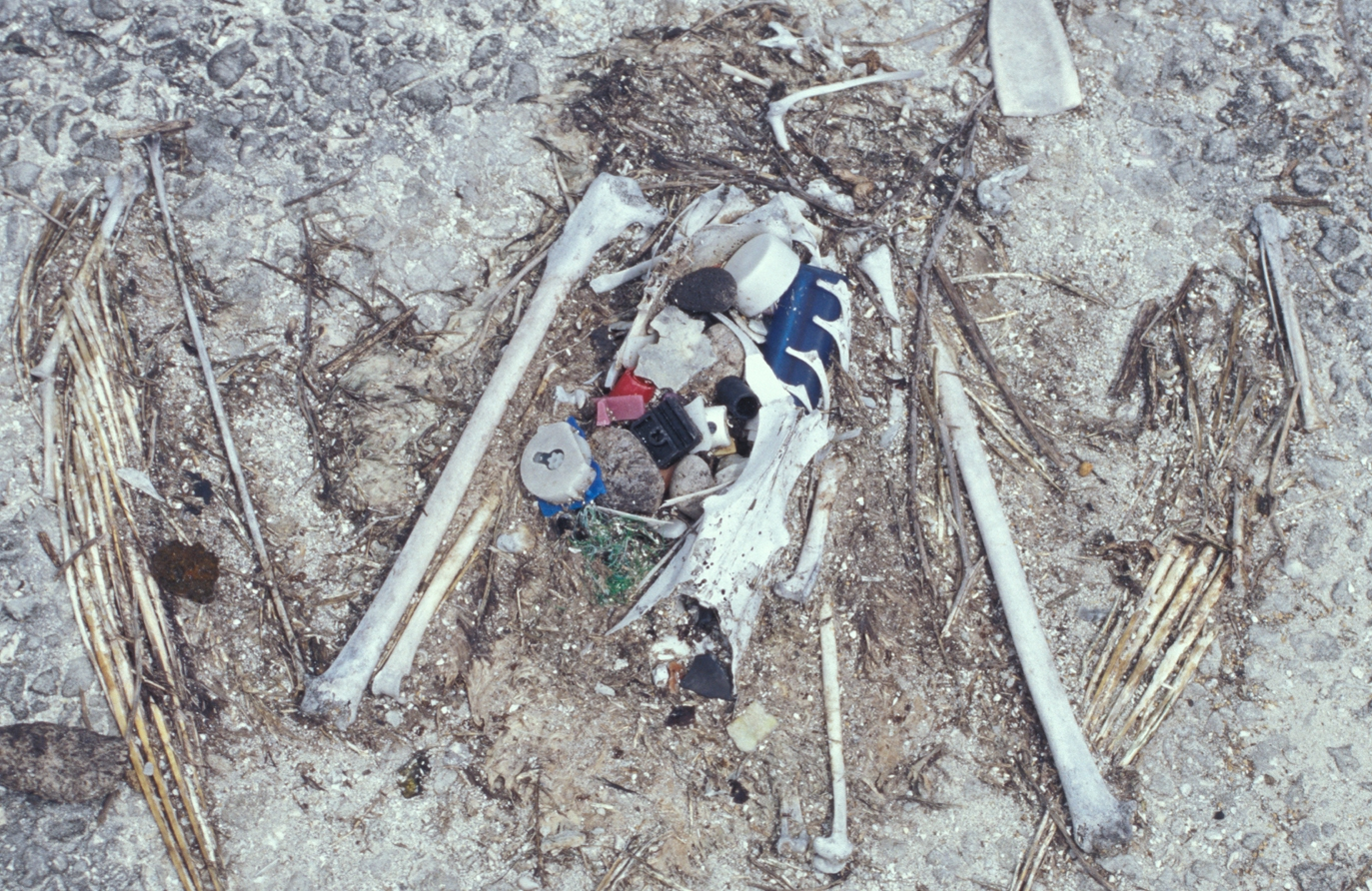
Restos del polluelo de un albatros con los desechos de plástico ingeridos.

Muchos animales que viven en la superficie o dentro del mar ingieren restos de plástico que a menudo se parecen a sus presas naturales. Cuando son relativamente voluminosos o enredados, estos desechos plásticos a menudo se atascan en el tracto digestivo. Especialmente los animales con adaptaciones evolutivas en la garganta que sirven para evitar que las presas resbaladizas puedan escapar, no logran deshacerse de los objetos de plástico atascados. Las tortugas marinas, por ejemplo, a menudo ingieren bolsas de plástico sumergidas, suspendidas en el agua, ya que se parecen a las medusas, una de sus principales presas; como bloquean el paso de los alimentos, causan la muerte por inanición o infección.
Los desechos de plástico se acumulan porque no se biodegradan del mismo modo que otras substancias. Con el tiempo se degradarán al ser expuestos al sol, pero solo lo harán en condiciones secas, puesto que el agua inhibe el proceso de fotodegradación. En ambientes marinos el plástico fotodegradado se desintegra en piezas cada vez más pequeñas que permanecen como polímeros, incluso hasta alcanzar el tamaño molecular. Cuando las partículas de plástico flotantes o suspendidas en el agua se fotodegradan hasta el tamaño del zooplancton, los animales marinos, como las medusas, intentan consumirlas, y de esta manera el plástico ingresa en la cadena alimentaria marina. Piezas de plástico terminan a menudo en los estómagos de aves y otros animales marinos, como las tortugas marinas y los albatros de patas negras.
Los desechos marinos tienden a acumularse en el centro de los giros oceánicos. La mancha o isla de basura del Pacífico tiene un nivel muy elevado de fragmentos y partículas de plástico suspendidos en la columna de agua superior. En muestras tomadas en 1999, la masa de plástico superó seis veces la del zooplancton, la vida animal dominante en el área. Las islas Midway, al igual que las islas hawaianas, reciben una parte importante de los desechos de la mancha de basura. El noventa por ciento de esta basura se compone de plástico que se acumula en las playas de Midway, donde se convierte en un peligro para las poblaciones de aves de la isla. Las islas Midway albergan dos tercios (1 500 000) de la población mundial de los albatros de Laysan. Casi todos estos albatros tienen fragmentos de plástico en su sistema digestivo y un tercio de sus polluelos mueren.
Los aditivos tóxicos utilizados en la fabricación del plástico pueden transferirse al entorno en cuanto son expuestos al agua. En el agua los contaminantes hidrófobos se concentran y se magnifican en la superficie de los desechos plásticos, haciendo que el plástico sea mucho más dañino para la salud en el océano de lo que sería en tierra. Los contaminantes hidrófobos también tienden a bioacumularse en los tejidos grasos de los animales, y con ello se biomagnifican en la cadena alimentaria y afectan especialmente a los superpredadores. Se ha comprobado que algunos de estos aditivos plásticos interrumpen el sistema endocrino cuando se consumen, otros pueden suprimir el sistema inmune o disminuir las tasas de reproducción. Los desechos flotantes también pueden absorber contaminantes orgánicos persistentes del agua de mar, incluidos PCB, DDT y PAH. Además de los efectos tóxicos, cuando se ingieren, algunos de estos aditivos afectan a las células cerebrales de los animales de manera similar al estradiol, y provocan disturbios hormonales en los animales afectados. También se descubrió que durante el proceso de descomposición del plástico se transfieren al agua substancias tóxicas, como el bisfenol A (BPA) y el oligómero PS.
Una preocupación creciente con respecto a la contaminación por los desechos plásticos en el ecosistema marino es la aparición del microplástico. Los microplásticos son diminutas partículas de plástico aproximadamente de menos de 5 milímetros de diámetro. Es un aditivo común en jabones de manos, limpiadores faciales y otros exfoliantes desde la década de 2000. Cuando los consumidores utilizan estos productos, los microplásticos pasan por el sistema de alcantarillado y por cursos de agua y los ríos a los océanos; debido a su diminuto tamaño, es probable que no sean capturados en las plantas de tratamiento de aguas residuales. Los microplásticos son dañinos para todos los organismos, y en el ambiente marino especialmente para los que se alimentan por filtración, ya que pueden fácilmente ingerir el plástico.
La presencia de pequeños fragmentos de plástico en el océano Atlántico Norte se destacó en la década de 1970 (Cole et al., 2011), pero atrajo la mínima atención de la comunidad científica (Andrady, 2011). Sin embargo, los períodos prolongados de exposición a luz solar puede provocar la fotodegradación de los plásticos en el océano, ya que la radiación UV de la luz solar provoca la oxidación de la matriz polimérica (Barnes et al., 2009. Según Andrady (2011), la degradación de los plásticos se clasifica de forma diferente dependiendo de la causa:
a) Biodegradación: la acción de organismos vivos, generalmente microbios.
b) Fotodegradación: la acción de la luz (luz solar habitual en la exposición exterior).
c) Degradación termo-oxidativa: descomposición oxidativa lenta a temperaturas moderadas.
d) Degradación térmica: acción de las altas temperaturas.
e) Hidrólisis: reacción con el agua.

### Toxinas
Además de los plásticos, también existen problemas con otras toxinas que no se desintegran rápidamente en el medio marino, incluyendo toxinas persistentes como PCB, DDT, TBT, pesticidas, furanos, dioxinas, fenoles y residuos radiactivos. Los metales pesados son elementos químicos metálicos que tienen una densidad relativamente alta y son tóxicos o venenosos a bajas concentraciones. Ejemplos son el mercurio, plomo, níquel, arsénico y cadmio. Estas toxinas pueden acumularse en los tejidos de muchas especies marinas en un proceso conocido como bioacumulación. También se acumulan en ambientes bentónicos, como los estuarios y en los sedimentos de las bahías, que se convirtieron en un registro geológico de las actividades humanas del siglo XX.
Ejemplos específicos
- Debido a su alta posición en la cadena alimenticia, y la consiguiente acumulación de metales pesados de su dieta, las especies de peces mayores, como el atún rojo y el albacora, pueden tener altos niveles de mercurio en sus tejidos. Por esta razón, en marzo de 2004 la FDA estadounidense decidió emitir directrices en la que recomendó que las mujeres embarazadas, las madres lactantes y los niños limitaran el consumo de atún y otras especies de peces depredadores.[84]
- Algunos moluscos bivalvos y cangrejos pueden sobrevivir en ambientes contaminados, acumulando metales pesados o toxinas en sus tejidos. Por ejemplo, el cangrejo de Shanghái tiene una notable capacidad para sobrevivir en un hábitat acuático altamente modificado, incluyendo aguas contaminadas.[85] El cultivo y la recolección de tales especies requiere un manejo cuidadoso si van a utilizarse como alimento.[86][87]
- La escorrentía agrícola contaminada con residuos de pesticidas puede causar cambios genéticos que transforman el género de especies de peces de machos en hembras.[88]
- Desde el final de la Segunda Guerra Mundial varios países, incluidos la Unión Soviética, el Reino Unido, los Estados Unidos y Alemania, han vertido los restos tóxicos de sus armas químicas en el mar Báltico, lo que da lugar a preocupaciones sobre la contaminación ambiental causada.[89][90]
- En 2005 la 'Ndrangheta, una organización de la mafia italiana, fue acusado de hundir al menos 30 barcos cargados con desechos tóxicos, en gran parte radiactivos. Dio lugar a investigaciones extensas sobre los vertidos ilegales de residuos nucleares.[91]
- El daño a la planta de energía nuclear Fukushima Dai-ichi en 2011 resultó en la emisión de residuos radiactivos a la atmósfera y en el océano. Todavía hay muchos isótopos en el océano que afectan directamente a la red alimentaria bentónica y la cadena alimentaria más amplia. La concentración de 137C en el sedimento del fondo marino contaminado por agua con altas concentraciones en abril-mayo de 2011 fue muy elevada y solo muestra signos de disminución muy lenta.[92]

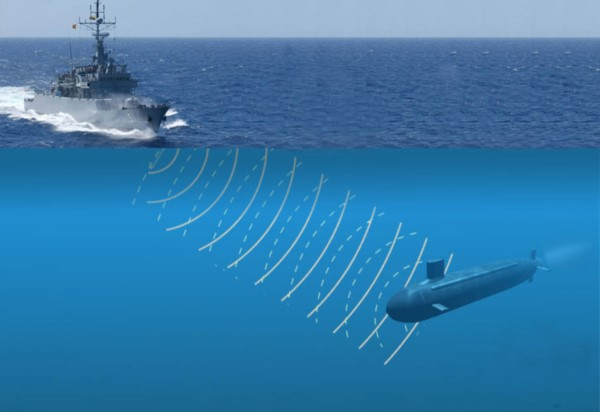

### Ruido submarino
Los animales marinos pueden ser afectados por la contaminación acústica, es decir el ruido submarino producido por el tráfico marítimo, las detonaciones de cargas durante exploraciones geosísmicas petroleras y el sonar naval de baja frecuencia. En el mar los sonidos se desplazan con mayor velocidad y sobre distancias mayores que en la atmósfera. Los animales marinos, como los cetáceos, a menudo tienen una vista débil y viven en un mundo principalmente definido por información acústica. Esto se aplica también a muchos peces que permanecen en la oscuridad de las zonas más profundas del mar. Entre 1950 y 1975 el ruido ambiental medido en un sitio en el océano Pacífico aumentó en aproximadamente diez decibelios, es decir, un aumento de intensidad diez veces superior a la medición inicial.
Un aumento del ruido submarino hace que las especies se comuniquen con un volumen más fuerte, un fenómeno conocido como respuesta vocal de Lombard o fenómeno de Lombard. También se observó que los cantos de las ballenas se vuelven más largos cuando las instalaciones de sonar para detectar los submarinos están encendidas. Si los animales marinos no «hablan» lo suficientemente alto, su voz puede ser enmascarada por los sonidos antropogénicos. Estas voces inauditas podrían ser advertencias, hallazgos de presas o preparaciones para una caza coordinada. Sin embargo, cuando una especie comienza a «hablar más fuerte», enmascara las voces de otras especies, haciendo que todo el ecosistema finalmente hable más fuerte.
De acuerdo con la oceanógrafa Sylvia Earle, «la contaminación acústica submarina es como la muerte por mil cortes. Cada sonido en sí mismo puede no ser una cuestión de importancia crítica, pero tomados en conjunto, el ruido de la navegación marítima, las exploraciones geosísmicas y la actividad militar, están creando un entorno totalmente diferente del que existía hace cincuenta años. Ese alto nivel del ruido tendrá evidentemente un fuerte impacto en la vida en el mar».
El ruido producido por el tráfico marítimo y otras actividades humanas también puede ser dañino para los cnidarios y ctenóforos, grupos de organismos muy importantes en el ecosistema marino. Fomentan una gran diversidad y, por sus estructuras simples, se utilizan como modelos para la ecología y la biología. Las vibraciones causadas por el ruido submarino dañan los pelos de los cilios en los celentéreos. En un estudio se comprobó que en los organismos que fueron repetidamente expuestos a ondas de sonido submarino, se observaron células ciliadas dañadas, extruidas o eliminadas o que se presentaron doblados, flácidos, o careciendo de cinocilios y estereocilios.

## Adaptación y mitigación
Gran parte de la contaminación antropogénica termina en el océano. La edición de 2011 del Anuario del Programa de las Naciones Unidas para el Medio Ambiente identifica como una de los principales problemas ambientales emergentes la pérdida al océano de grandes cantidades de fósforo, «un fertilizante valioso necesario para alimentar a una creciente población mundial», y el impacto que tienen los miles de millones de piezas de desechos de plástico a nivel mundial para los ambientes marinos. Bjorn Jennssen (2003) afirma que «La contaminación antropogénica puede reducir la biodiversidad y la productividad de los ecosistemas marinos, resultando en la reducción y el agotamiento de los recursos alimentarios marinos humanos». Existen dos formas en que se puede mitigar el nivel general de esta contaminación: o bien se reduce la población humana, o bien se encuentra una forma de reducir la huella ecológica del ser humano promedio. Si no se adopta la segunda vía, entonces la primera puede imponerse a medida que desfallezcan los ecosistemas del planeta.
La segunda vía implica que los humanos, individualmente, contaminen menos. Eso requiere voluntad social y política, junto con un cambio de conciencia para que más personas respeten el medio ambiente y estén menos dispuestas a abusar de él lo que empezó a implementarse desde la década de 2010 al hacerse más obvios los efectos del cambio climático global. A nivel operativo, implica la creación de regulaciones y la participación de los gobiernos a nivel internacional. Como la contaminación se extiende más allá de las fronteras nacionales, requiere de un esfuerzo internacional para crear las reglamentaciones que permiten reducirla.

### Convenios internacionales
- Convenio internacional para prevenir la contaminación de las aguas del mar por hidrocarburos, el primero sobre este tema, se aprobó en 1954, y en 1959 la OMI asumió la responsabilidad de administrarlo. A finales de los años sesenta se tomaron nuevas medidas a raíz de una serie de graves accidentes involucrando petroleros. Desde entonces la OMI ha adoptado numerosas medidas para prevenir los accidentes y derrames de petróleo en el mar, minimizar sus consecuencias y luchar contra la contaminación marina, incluida la causada por el vertido de desechos generados por actividades en tierra.
  - Convenio internacional relativo a la intervención en alta mar en casos de accidentes que causen una contaminación por hidrocarburos (1969).
  - Convenio sobre la prevención de la contaminación del mar por vertimiento de desechos y otras materias (1972).[106]
  - Convenio internacional sobre cooperación, preparación y lucha contra la contaminación por hidrocarburos (1990).
- Convenio Internacional para prevenir la contaminación por los Buques (1973).
  - Modificado por su protocolo de 1978 (MARPOL 73/78).
    - Enmiendas al convenio, aprobadas en 1992.
- Convenio internacional de responsabilidad civil por daños causados por contaminación de las aguas por hidrocarburos.
- Convenio internacional para la constitución de un fondo internacional de indemnización de daños causados por la contaminación de hidrocarburos.
- Convención de las Naciones Unidas sobre el Derecho del Mar (1982).
- Convenio de Estocolmo sobre los contaminantes orgánicos persistentes (2004).

Convenios regionales
- Convenio de Barcelona para la protección del Mar Mediterráneo (1976).
  - Enmiendas al convenio, aprobadas en 1995.
- Convención sobre cooperación para la protección y el desarrollo del medio marino y las zonas costeras de la región de África occidental y central (1981).[107]
- Convención para la Conservación de Recursos Vivos Marinos Antárticos (1982).
- Convención Regional para la Conservación del Mar Rojo y del Golfo de Adén (1982).[108]
- Convenio para la protección y el desarrollo del medio marino en la región del Gran Caribe o Convenio de Cartagena (1983).[109]
- Convenio para la protección, la ordenación y el desarrollo del medio marino y costero en la región de África oriental (1985).[107]
- Acuerdo de la ASEAN para la conservación de la naturaleza y de los recursos naturales (1985).[107]
- Convención para la Protección del Medio Ambiente Marino del Atlántico del Nordeste (1998).